# 나는 그냥 자장면을 배달한다
나는 그냥 자장면을 배달한다(I Deliver The Noodles With Bean Sauce That Way)는 한국에서 제작된 간영훈 감독의 2007년 영화이다. 박주용 등이 주연으로 출연하였고 강석우 등이 제작에 참여하였다.

## 출연

### 주연
- 박주용
- 김인호
- 정대용
- 강효영

## 제작진
- 조명: 이나라
- 조연출: 김현우
- 녹음: 성호재
- 미술: 장효진